# 28 Dywizja Piechoty (austro-węgierska)
28 Dywizja Piechoty (28. ITDiv.) – wielka jednostka piechoty cesarskiej i królewskiej Armii.

## Historia dywizji
W 1908 roku w skład 55 Brygady Piechoty został włączony Bośniacko-Hercegowiński Pułk Piechoty Nr 4 (bez 3. batalionu), Batalion Strzelców Polnych Nr 24 oraz 5. kompania PB. 15. Batalion Strzelców Polnych Nr 11 został przeniesiony z 55 do 56 Brygady Piechoty. Ponadto komendantowi 56 BP podporządkowano 3. i 4. kompanię PB. 11. W skład dywizji włączono również dwa pułki armat polowych nr 7 i 8, które w czasie pokoju podlegały jednocześnie komendantowi 3 Brygady Artylerii Polowej.
W 1912 roku przeprowadzono szereg zmian w dotychczasowej organizacji dywizji. Wiosną w jej skład włączono nowo powstałą 94 Brygadę Piechoty. Na stanowisko komendanta brygady wyznaczono Gustava von Malzera, który 4 maja awansował na generała majora. Podporządkowano mu IR. 19, który dotychczas należał do 98 BP 49 Dywizji Piechoty oraz Batalion Strzelców Polnych Nr 7 (FJB. 7), przesunięty z 56 BP, a także 3. baterię GAR. 3. W miejsce FJB. 7 komendantowi 56 BP podporządkowano Batalion Strzelców Polnych Nr 11. Artylerię dywizyjną wzmocnił Dywizjon Ciężkich Haubic Nr 3 sformowany 1 marca w Vipavie. IR. 97 (bez 3. batalionu) został wyłączony z 55 BP i podporządkowany komendantowi 72 BP należącej do 36 Dywizji Piechoty. Jego miejsce w składzie 55 BP zajął IR. 32 (bez 3. batalionu), który wyłączono z 98 BP 49 DP. Jesienią została przeprowadzona reorganizacja Oddziałów Pionierów. Przed jej przeprowadzeniem komendantowi 55 BP podlegała 5. kompania PB. 5 i 5. kompania PB. 15, natomiast komendantowi 56 BP 3. i 4. kompania PB. 11. Z trzech wymienionych kompanii 1 października został utworzony SB. 3, który włączono do 56 BP. Czwarta kompania należąca do PB. 5 weszła w skład nowo utworzonego SB. 14. Równocześnie komendantowi 55 BP podporządkowano nowo sformowany SB. 6.

## Organizacja pokojowa dywizji w 1907
Organizacja pokojowa dywizji w 1907 roku
- Komenda 28 Dywizji Piechoty w Lublanie (niem. Laibach)
- 55 Brygada Piechoty w Trieście
  - IR. 87 (1., 2., 3., 4. baon)
  - IR. 97 (1., 2., 3., 4. baon)
  - Batalion Strzelców Polnych Nr 11
  - Batalion Strzelców Polnych Nr 20
  - 5. kompania Batalionu Pionierów Nr 5
  - Oddział Sanitarny Nr 9 przy Szpitalu Garnizonowym Nr 9 w Trieście
- 56 Brygada Piechoty w Gorycji (niem. Görz)
  - IR. 27 (1., 2., 3., 4. baon)
  - IR. 47 (1., 2., 3., 4. baon)
  - Batalion Strzelców Polnych Nr 7
  - Batalion Strzelców Polnych Nr 29
  - Oddział Sanitarny Nr 8 przy Szpitalu Garnizonowym Nr 8 w Lublanie

## Organizacja pokojowa dywizji w latach 1913–1914
Organizacja pokojowa dywizji w latach 1913–1914
- Komenda 28 Dywizji Piechoty w Lublanie (niem. Laibach)
- 55 Brygada Piechoty w Trieście
  - IR. 32 (1., 2., 4. baon)
  - IR. 87 (1., 2., 3., 4. baon)
  - bh IR. 4 (1., 2., 4. baon)
  - 3. Baon IR. 97 w Trieście
  - Batalion Strzelców Polnych Nr 24
  - Batalion Saperów Nr 6
  - Oddział Sanitarny Nr 9 przy Szpitalu Garnizonowym Nr 9 w Trieście
- 56 Brygada Piechoty w Gorycji (niem. Görz)
  - IR. 27 (1., 2., 3., 4. baon)
  - IR. 47 (1., 2., 3., 4. baon)
  - Batalion Strzelców Polnych Nr 11
  - Batalion Strzelców Polnych Nr 20
  - Batalion Strzelców Polnych Nr 29
  - Batalion Saperów Nr 3 w Gorycji
  - 1. Kompania Batalionu Pionierów Nr 3
  - Oddział Sanitarny Nr 8 przy Szpitalu Garnizonowym Nr 8 w Lublanie
- 94 Brygada Piechoty w Tolminie (niem. Tolmein)
  - IR. 19 (1., 2., 4. baon)
  - Batalion Strzelców Polnych Nr 7
  - 3. Bateria Pułku Artylerii Górskiej Nr 3
- Pułk Armat Polowych Nr 7 w Lublanie
- Pułk Armat Polowych Nr 8 w Gorycji
- Dywizjon Ciężkich Haubic Nr 3 w Vipavie (niem. Vippach)

## Komendanci dywizji
- FML Rudolf von Chavanne (do 1906 → p.o. komendanta 13 Korpusu)
- FML Oskar Dillmann von Dillmont (1906 – 1908)
- FML Karl Maria von Lang (1908 – 1909[2] → stan spoczynku)
- FML Ludwig Matuschka (1909[8] – 1911[9] → generał przydzielony do Komendy 4 Korpusu[10])
- FML Hermann Kusmanek von Burgneustädten (1911[11] – 1913[5] → komendant Twierdzy Przemyśl)